# Јуричићи
Јуричићи (итал. Iuricici) је насељено место у Истарској жупанији, Република Хрватска. Административно је у саставу Града Бузета.

## Становништво
Према задњем попису становништва из 2001. године у насељу Јуричићи живело је 109 становника који су живели у 30 породичних домаћинстава.
Кретање броја становника по пописима 1857—2001.
| година пописа  | 1857. | 1869. | 1880. | 1890. | 1900. | 1910. | 1921. | 1931. | 1948. | 1953. | 1961. | 1971. | 1981. | 1991. | 2001. |
| бр. становника | 0     | 0     | 24    | 33    | 77    | 91    | 0     | 0     | 150   | 128   | 122   | 119   | 112   | 101   | 109   |

Напомена:У 1857., 1869., 1921. и 1931. подаци су садржани у насељу Подкук. Од 1880. до 1910. исказано као део насеља